# Loxia curvirostra

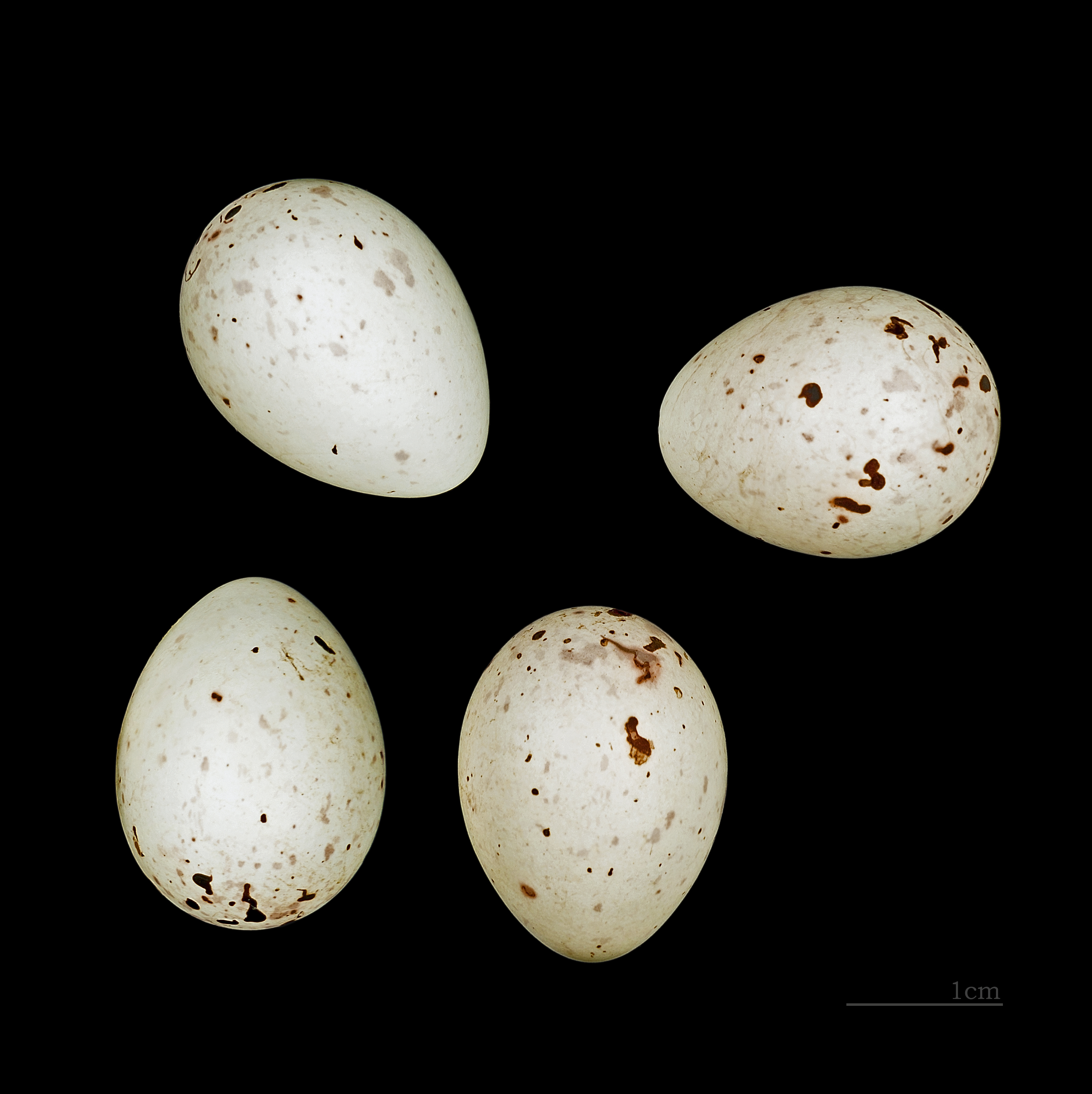
Loxia curvirostra

El piquituerto común (Loxia curvirostra), también conocido como piquituerto colorado en América del Norte, es una especie de pequeña ave paseriforme de la familia de los fringílidos.

## Distribución

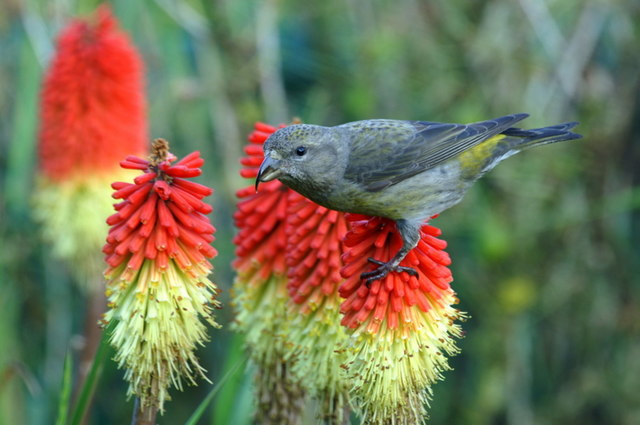
La Loxia curvirostra en Baltasound, Islas Shetland, Gran Bretaña.

Se reproduce en los bosques de Picea en América del Norte, en Europa, y en Asia. Algunas poblaciones se reproducen en los bosques de pinos en ciertas áreas de los tres continentes, y en América del Norte algunas poblaciones se reproducen en los bosques de abeto. Anida en las coníferas, donde pone de tres a cinco huevos.
El piquituerto es un ave básicamente residente, pero si la comida es insuficiente, realiza migraciones al sur. Esta especie viaja en grandes bandadas fuera del período de apareamiento, y a menudo se mezcla con otros piquituertos. 

## Descripción
El piquituerto se caracteriza por sus mandíbulas, que están torcidas en la punta y por las cuales recibe su nombre común. Se alimenta casi exclusivamente de los conos de coníferas, especialmente los de las piceas. La forma extraña de su pico es una adaptación que le permite extraer las semillas del cono.  
Los machos adultos suelen ser de color rojo o anaranjado, mientras las hembras suelen ser de color verde o amarillo, pero hay muchas variantes.
Esta especie puede llegar a ser confundida con los piquituertos loros y los piquituertos escoceses, que también se reproducen en la zona euroasiática. Su identificación es menos problemática en América del Norte, donde sólo se encuentra el piquituerto colorado y el piquituerto aliblanca.  
Estudios de su canto,[¿cuál?] en América del Norte, sugieren que en este continente hay ocho o nueve poblaciones con cantos diferentes, las cuales casi nunca se reproducen entre sí. El tamaño y la estructura del pico también varían, y poblaciones diferentes suelen especializarse de comer las semillas de coníferas diferentes. Por el momento, son pocos ornitólogos los que proponen separarlas en distintas especies.